# 1. Tennis-Bundesliga (Herren 30) 2007
Die 1. Tennis-Bundesliga der Herren 30 wurde 2007 zum vierten Mal ausgetragen.
Im Zeitraum vom 27. Mai bis zum 15. Juli 2007 kämpften sieben Teams um die Meisterschaft im Herren 30 Tennis.

## Spieltage und Mannschaften
| Spieltage                                  | Spieltage                    |
| ------------------------------------------ | ---------------------------- |
| 1. Spieltag: So., 27. Mai 2007, 11:00 Uhr  |                              |
| 2. Spieltag: Sa., 2. Juni 2007, 11:00 Uhr  | So., 3. Juni 2007, 11:00 Uhr |
| 3. Spieltag: So., 17. Juni 2007, 11:00 Uhr |                              |
| 4. Spieltag: So., 24. Juni 2007, 11:00 Uhr |                              |
| 5. Spieltag: Sa., 30. Juni 2007, 12:00 Uhr | So., 1. Juli 2007, 11:00 Uhr |
| 6. Spieltag: So., 8. Juli 2007, 11:00 Uhr  |                              |
| 7. Spieltag: So., 15. Juli 2007, 11:00 Uhr |                              |

| Mannschaften               |
| -------------------------- |
| DTV Hannover               |
| Gladbacher HTC             |
| KHTC Mülheim               |
| KTHC Stadion Rot-Weiß Köln |
| TC Bad Homburg             |
| TC Rotenbühl Saarbrücken   |
| TSG Backnang 1925          |

## Abschlusstabelle
|     | Mannschaft                 | Begegnungen | Punkte | Matches | Sätze | Spiele  |
| --- | -------------------------- | ----------- | ------ | ------- | ----- | ------- |
| 01. | Gladbacher HTC             | 6           | 12:0   | 42:12   | 91:37 | 674:455 |
| 02. | TSG Backnang 1925          | 6           | 10:2   | 35:19   | 78:43 | 613:465 |
| 03. | KHTC Mülheim               | 6           | 8:4    | 35:19   | 74:49 | 601:531 |
| 04. | DTV Hannover               | 6           | 6:6    | 29:25   | 64:60 | 571:554 |
| 05. | KTHC Stadion Rot-Weiß Köln | 6           | 4:8    | 23:31   | 51:67 | 496:539 |
| 06. | TC Rotenbühl Saarbrücken   | 6           | 2:10   | 17:37   | 45:81 | 499:638 |
| 07. | TC Bad Homburg             | 6           | 0:12   | 8:46    | 28:94 | 376:648 |

|  | Deutscher Meister (Herren 30): Gladbacher HTC                                                  |
|  | Abstieg in die 2. Tennis-Bundesliga (Herren 30) 2008: TC Rotenbühl Saarbrücken; TC Bad Homburg |

## Mannschaftskader
| Pos. | Name                 |
| ---- | -------------------- |
| 1    | Karol Kučera         |
| 2    | Martin Damm          |
| 3    | Ingo Herzgerodt      |
| 4    | Arne Thoms           |
| 5    | Sascha Nensel        |
| 6    | Jens Peter           |
| 7    | Ingo Kroll           |
| 8    | Timo Raude           |
| 9    | Lars Lampe           |
| 10   | Volker Bode          |
| 11   | Alexander Freiberger |
| 12   | Jörn Grunewald       |
| 13   | Dirk Lampe           |
| 14   | Hans-Ralf Großkord   |
| 15   |                      |
| 16   |                      |

| Pos. | Name                 |
| ---- | -------------------- |
| 1    | Stefano Pescosolido  |
| 2    | Renzo Furlan         |
| 3    | Marcus Hilpert       |
| 4    | Bartłomiej Dąbrowski |
| 5    | Gianluca Pozzi       |
| 6    | Adam Skrzypczak      |
| 7    | Martijn Belgraver    |
| 8    | Jeroen Roose         |
| 9    | Nick Weal            |
| 10   | Davy Sels            |
| 11   | Franky Backx         |
| 12   | Stefan Lohse         |
| 13   | Henrik Schmidt       |
| 14   | Arndt Küskes         |
| 15   |                      |
| 16   |                      |

| Pos. | Name                |
| ---- | ------------------- |
| 1    | Christian Schäffkes |
| 2    | Michael Schmidtmann |
| 3    | Erik Brummer        |
| 4    | Jan Stremmel        |
| 5    | Peter Vehar         |
| 6    | Matthias Müller     |
| 7    | Carsten Thamm       |
| 8    | Marcus Lemke        |
| 9    | Carsten Lemke       |
| 10   | Michael Veeser      |
| 11   | Jan-Henrik Söller   |
| 12   | Uwe Schumann        |
| 13   |                     |
| 14   |                     |
| 15   |                     |
| 16   |                     |

| Pos. | Name                 |
| ---- | -------------------- |
| 1    | Giuseppe Menga       |
| 2    | Oliver Reker         |
| 3    | Carsten Arriens      |
| 4    | Torben Theine        |
| 5    | Ramon Winkens        |
| 6    | Stephan Frings       |
| 7    | Markus Hintermeier   |
| 8    | Hasan Soysal         |
| 9    | Markus Füngeling     |
| 10   | Thomas Röseler       |
| 11   | Ted Goehring         |
| 12   | Alexander Lesch      |
| 13   | Dominic Müller-Jäger |
| 14   |                      |
| 15   |                      |
| 16   |                      |

| Pos. | Name                 |
| ---- | -------------------- |
| 1    | Bojan Vujić          |
| 2    | Mario Penirschke     |
| 3    | Pablo Minutella      |
| 4    | Lars-Anders Wahlgren |
| 5    | Guido Fratzke        |
| 6    | Dominik Böttcher     |
| 7    | Philipp Stockhoff    |
| 8    | Niels-G. Stitz       |
| 9    | Felix Glattbach      |
| 10   | Philipp Bock         |
| 11   | Eric Neuendorff      |
| 12   |                      |
| 13   |                      |
| 14   |                      |
| 15   |                      |
| 16   |                      |

| Pos. | Name              |
| ---- | ----------------- |
| 1    | Patrik Kühnen     |
| 2    | Dirk Dier         |
| 3    | Hector Calvo      |
| 4    | Thassilo Haun     |
| 5    | Christoph Schaal  |
| 6    | Alain Schott      |
| 7    | Ralph Büdenbender |
| 8    | Torsten Klein     |
| 9    | Heiner Schmidt    |
| 10   | Frank Weyland     |
| 11   | Dario Fiala       |
| 12   | Jacques Radoux    |
| 13   | Bill Jenkins      |
| 14   | Bernhard Köllner  |
| 15   |                   |
| 16   |                   |

| Pos. | Name              |
| ---- | ----------------- |
| 1    | Stefano Cobolli   |
| 2    | Sander Groen      |
| 3    | Petr Dezort       |
| 4    | Daniel Fiala      |
| 5    | Michael Kocher    |
| 6    | Thomas Breuninger |
| 7    | Martin Fortun     |
| 8    | Michael Barth     |
| 9    | Matthias Breucker |
| 10   |                   |
| 11   |                   |
| 12   |                   |
| 13   |                   |
| 14   |                   |
| 15   |                   |
| 16   |                   |

## Ergebnisse
Spielfreie Begegnungen werden nicht gelistet.
| Datum/Uhrzeit      | Heimmannschaft             | Gastmannschaft             | Matches | Sätze | Spiele  |
| ------------------ | -------------------------- | -------------------------- | ------- | ----- | ------- |
| So. 27. Mai 11:00  | KTHC Stadion Rot-Weiß Köln | Gladbacher HTC             | 1:8     | 3:16  | 57:114  |
| So. 27. Mai 11:00  | TSG Backnang 1925          | TC Bad Homburg             | 8:1     | 16:2  | 104:47  |
| So. 27. Mai 11:00  | DTV Hannover               | TC Rotenbühl Saarbrücken   | 6:3     | 12:8  | 106:93  |
| Sa. 2. Juni 11:00  | TC Bad Homburg             | DTV Hannover               | 0:9     | 4:18  | 70:125  |
| So. 3. Juni 11:00  | TC Rotenbühl Saarbrücken   | TSG Backnang 1925          | 2:7     | 7:15  | 70:115  |
| So. 3. Juni 11:00  | KHTC Mülheim               | KTHC Stadion Rot-Weiß Köln | 6:3     | 14:8  | 110:90  |
| So. 17. Juni 11:00 | Gladbacher HTC             | DTV Hannover               | 6:3     | 14:8  | 110:88  |
| So. 17. Juni 11:00 | TSG Backnang 1925          | KHTC Mülheim               | 6:3     | 13:6  | 105:87  |
| So. 17. Juni 11:00 | TC Rotenbühl Saarbrücken   | KTHC Stadion Rot-Weiß Köln | 4:5     | 9:11  | 84:99   |
| So. 24. Juni 11:00 | TC Bad Homburg             | Gladbacher HTC             | 2:7     | 5:15  | 64:106  |
| So. 24. Juni 11:00 | DTV Hannover               | TSG Backnang 1925          | 3:6     | 6:14  | 71:98   |
| So. 24. Juni 11:00 | KHTC Mülheim               | TC Rotenbühl Saarbrücken   | 8:1     | 16:3  | 112:78  |
| Sa. 30. Juni 12:00 | DTV Hannover               | KHTC Mülheim               | 2:7     | 7:14  | 86:112  |
| So. 1. Juli 11:00  | Gladbacher HTC             | TSG Backnang 1925          | 6:3     | 14:9  | 116:100 |
| So. 1. Juli 11:00  | KTHC Stadion Rot-Weiß Köln | TC Bad Homburg             | 7:2     | 15:4  | 105:45  |
| So. 8. Juli 11:00  | TSG Backnang 1925          | KTHC Stadion Rot-Weiß Köln | 5:4     | 11:8  | 91:74   |
| So. 8. Juli 11:00  | KHTC Mülheim               | TC Bad Homburg             | 9:0     | 18:3  | 121:66  |
| So. 8. Juli 11:00  | TC Rotenbühl Saarbrücken   | Gladbacher HTC             | 1:8     | 6:17  | 87:122  |
| So. 15. Juli 11:00 | TC Bad Homburg             | TC Rotenbühl Saarbrücken   | 3:6     | 10:12 | 84:87   |
| So. 15. Juli 11:00 | KTHC Stadion Rot-Weiß Köln | DTV Hannover               | 3:6     | 6:13  | 71:95   |
| So. 15. Juli 11:00 | Gladbacher HTC             | KHTC Mülheim               | 7:2     | 15:6  | 106:59  |